# Diccionario biográfico de los italianos
El Diccionario biográfico de los italianos (en italiano: Dizionario biografico degli italiani, sigla DBI) es un diccionario biográfico editado por el Istituto dell'Enciclopedia italiana, iniciado en 1925 y que todavía no se ha completado, con la intención de recoger unas 40 000 biografías , con entradas firmadas y rica bibliografía, sobre italianos ilustres.

## Historia
La obra fue creada en 1925 a imagen de otras obras similares, como la Allgemeine Deutsche Biographie , en alemán (en 1912, en 56 volúmenes) o el Dictionary of National Biography, en inglés (en 2004, con el nombre de Oxford Dictionary of National Biography, en 60 volúmenes).  Fue pensada para recoger las entradas biográficas de todos los italianos merecedores  de los honores de la historia, que hubieran vivido en un intervalo de tiempo muy largo: desde la caída del Imperio Romano de Occidente hasta la actualidad de ese momento.  Como director de Treccani, Giovanni Gentile  confió la tarea de coordinar el enorme trabajo editorial a Fortunato Pintor, a quien pronto se unió Arsenio Frugoni;  en 1959 el liderazgo fue asumida por Alberto Maria Ghisalberti seguido por Massimiliano Pavan en 1985 , Fiorella Bartoccini y Mario Caravale en 1990, solo Mario Caravale en 1999 y Raffaele Romanelli en 2010 .
El primer volumen apareció en 1960, con motivo del primer centenario de la unificación de Italia. Había costado cerca de 15 años organizar un gran archivo de figuras históricas del que fueron seleccionados 40 000 italianos que merecían ser recordados en una voz autónoma. En 2018 ya se habían publicado 92 volúmenes hasta la letra "S" (Sisto IV). Salieron de vez en cuando algunas actualizaciones;  por ejemplo, en 1990 hubo un volumen de suplemento relativo a las letras AC que contenía las voces de personajes fallecidos antes de 1985. El trabajo final, deberá de estar compuesta por 110 volúmenes, excluyendo los suplementos y apéndices.
En octubre de 2009 , a raíz de la amenaza de cierre de la obra, o de una continuación reducida y simplificada sólo en línea, se lanzó una petición para asegurar la continuación de acuerdo con los estrictos criterios científicos que hasta ese momento habían caracterizado la versión en papel.
En 2010 fue compilada la lista del elenco de las voces, desde la letra M a la Z, que están redactándose, a los efectos de su inclusión en los volúmenes previstos para el futuro del trabajo. En marzo de 2011 se habilitó un nuevo portal de acceso,  junto con la versión en línea de Enciclopedia Treccani  que se presentó con la solemnidad con ocasión del 150.º Aniversario de la unificación de Italia, con una apertura a las nuevas tecnologías. Para los artículos que aún no están disponibles, se hace una referencia a la entrada correspondiente de la Enciclopedia biografica universale, más concisa y sin referencias.

## Volúmenes publicados
- 1:  Aaron-Albertucci
- 2:  Albicante-Ammannati
- 3:  Ammirato-Arcoleo
- 4:  Arconati-Bacaredda
- 5:  Bacca-Baratta
- 6:  Baratteri-Bartolozzi
- 7:  Bartolucci-Bellotto
- 8:  Bellucci-Beregan
- 9:  Berengario-Biagini
- 10: Biagio-Boccaccio
- 11: Boccadibue-Bonetti
- 12: Bonfadini-Borrello
- 13: Borremans-Brancazolo
- 14: Branchi-Buffetti
- 15: Buffoli-Caccianemici
- 16: Caccianiga-Caluso
- 17: Calvart-Canefri
- 18: Canella-Cappello
- 19: Cappi-Cardona
- 20: Carducci-Carusi
- 21: Caruso-Castelnuovo
- 22: Castelvetro-Cavallotti
- 23: Cavallucci-Cerretesi
- 24: Cerreto-Chini
- 25: Chinzer-Cirni
- 26: Cironi-Collegno
- 27: Collenuccio-Confortini
- 28: Conforto-Cordero
- 29: Cordier-Corvo
- 30: Cosattini-Crispolto
- 31: Cristaldi-Dalla Nave
- 32: Dall'Anconata-Da Ronco
- 33: D'Asaro-De Foresta
- 34: Primo supplemento A-C
- 35: Índice A-C
- 36: De Fornari-Della Fonte
- 37: Della Fratta-Della Volpaia
- 38: Della Volpe-Denza
- 39: Deodato-Di Falco
- 40: Di Fausto-Donadoni
- 41: Donaggio-Dugnani
- 42: Dugoni-Enza
- 43: Enzo-Fabrizi
- 44: Fabron-Farina
- 45: Farinacci-Fedrigo
- 46: Feducci-Ferrerio
- 47: Ferrero-Filonardi
- 48: Filoni-Forghieri
- 49: Forino-Francesco da Serino
- 50: Francesco 1. Sforza-Gabbi
- 51: Gabbiani-Gamba
- 52: Gambacorta-Gelasio 2
- 53: Gelati-Ghisalberti
- 54: Ghiselli-Gimma
- 55: Ginammi-Giovanni da Crema
- 56: Giovanni Di Crescenzio-Giulietti
- 57: Giulini-Gonzaga
- 58: Gonzales-Graziani
- 59: Graziano-Grossi Gondi
- 60: Grosso-Guglielmo da Forli
- 61: Guglielmo Gonzaga-Jacobini
- 62: Iacobiti-Labriola
- 63: Labroca-Laterza
- 64: Latilla-Levi Montalcini
- 65: Levis-Lorenzetti
- 66: Lorenzetto-Macchetti
- 67: Macchi-Malaspina
- 68: Malatacca-Mangelli
- 69: Mangiabotti-Marconi
- 70: Marcora-Marsilio
- 71: Marsilli-Massimino da Salerno
- 72: Massimo-Mechetti
- 73: Meda-Messadaglia
- 74: Messi-Miraglia
- 75: Miranda-Montano
- 76: Montauti-Morlaiter
- 77: Morlini-Natolini
- 78: Natta-Nurra
- 79: Nursio-Ottolini Visconti
- 80: Ottone-Pansa
- 81: Pansini-Pazienza
- 82: Pazzi-Pia (2015)
- 83: Piacentini-Pio V
- 84: Piovene-Ponzo
- 85: Ponzone-Quercia
- 86: Querenghi-Rensi
- 87: Renzi-Robortello (2016)
- 88: Robusti-Roverella (2017)
- 89: Rovereto-Salvemini (2017)
- 90: Salvestrini-Saviozzo da Siena (2017)
- 91: Savoia-Semeria (2018)
- 92: Semino-Sisto IV (2018)
- 93: Sisto V-Stammati (2019)
- 94: Stampa-Tarantelli (2019)
- 95: Taranto-Togni (2019)
- 96: Toja-Trivelli(2019)
- 97: Trivulzio-Valeri (2020)
- 98: Valeriani-Verra (2020)
- 99: Verrazzano-Vittorio Amedeo (2020)
- 100:Vittorio Emanuele I-Zurlo (2020)